# Hounslow
Hounslow

Vist i Greater London
| Status                | Bydel i London |
| Areal:                | 55,98 km²      |
| Befolkning:           | 632.342 (2014) |
| Befolkningstæthed:    | 3870 pr. km²   |
| ONS-kode:             | 00AT           |
| Adm. center:          | Hounslow       |
| Adm. grevskab:        | Greater London |
| Ceremonielt grevskab: | Greater London |
|                       |                |
| Region:               | Greater London |
|                       |                |

Hounslow (officielt: The London Borough of Hounslow) er en bydel i den vestlige del af det ydre London. Den blev oprettet i 1965 ved at distrikterne Brentford and Chiswick, Feltham og Heston and Isleworth i Middlesex blev slået sammen.

## Steder i Hounslow
- Brentford
- Chiswick, Cranford
- East Bedfont
- Feltham
- Grove Park, Gunnersbury
- Hanworth, Hatton, Heston, Hounslow, Hounslow West
- Isleworth
- Lampton, Lower Feltham
- North Hyde
- Osterley
- Spring Grove
- Woodlands

51°28′25″N 0°21′56″V / 51.4736°N 0.3656°V